# ماكس فيشر
ماكس فيشر هو رجل صناعة أمريكي يهودي.

## حياته
وُلد في الولايات المتحدة. دخل مجال صناعة البترول حيث كان أول من طوَّر صناعة البترول في ولاية ميشجان الأمريكية، وأدخل أساليب جديدة في مجال تكرير البترول خلال الثلاثينيات والأربعينيات. واشترك فيشر في تأسيس شركة أورورا للبنزين، وترأَّس مجلس إدارتها حتى عام 1957. وامتد نشاطه إلى مجالي التمويل والعقارات، فكان عضواً في مجالس إدارة العديد من المؤسسات المرموقة. وقد كان فيشر من الأعضاء البارزين في الحزب الجمهوري الأمريكي، واختاره الرئيس نيكسون بعد انتخابه عام 1968 مستشاراً خاصاً للشئون المدنية والاجتماعية.
وكان فيشر نشيطاً في مجال الشئون اليهودية حيث ترأَّس النداء اليهودي الموحَّد بين عامي 1965 و1967، كما ترأَّس مجلس الاتحادات اليهودية في الأعوام 1969 ـ 1972، وترأَّس كذلك مجلس محافظي الوكالة اليهودية لإسرائيل في الفترة بين عامي 1971 و1983. كما ساهم فيشر في تمويل أوائل مشاريع البتروكيماويات في إسرائيل. ويأتي دعم فيشر لإسرائيل في إطار ما نسميه «الصهيونية التوطينية»، أي أنه يدعم إسـرائيل مادياً وسـياسياً ومعنوياً دون أن يهاجر إليها بنفسه، فهو موقف ينبع في الأساس من انتمائه لوطنه الأمريكي وارتباط مصالحه الاقتصادية والطبقية والسياسية بالمصالح الرأسمالية لهذا الوطن، وهو موقف لا يثير الاتهامات بازدواج الولاء حين تتطابق المصالح الأمريكية الإمبريالية مع مصالح إسرائيل كقاعدة لها في الشرق الأوسط.
وتُقدَّر ثروة فيشر بحوالي 225مليون دولار، وكان يُعدُّ عام 1985 بين أغنى أربعمائة شخصية أمريكية في الولايات المتحدة.

## روابط خارجية
- Membership on 2004 Forbes 400